# Eusebiu Popovici
Eusebiu Popovici (n. 27 februarie 1838, Cernăuți – d. 28 septembrie 1922, Cernăuți) a fost un preot și profesor român, membru de onoare al Academiei Române.
A fost căsătorit cu Elena Popovici, născută Hacman.
În 1849 a urmat cursurile liceului german din Cernăuți.

## Legături externe
- Membrii Academiei Române din 1866 până în prezent – P
- Eusebiu Popovici - Dicționarul Teologilor Români Arhivat în 5 martie 2016, la Wayback Machine., Biserica.org
- Eusebiu Popovici, Universitatea „Alexandru Ioan Cuza” din Iași
- 15 februarie 1838 – S-a născut în Cernăuți Eusebiu Popovici, preot și profesor Arhivat în 14 august 2013, la Wayback Machine., Basilica.ro